# لورين جولد
لورين جولد (بالإنجليزية: Lauren Gold)‏ هي عارضة بريطانية، ولدت في 9 يناير 1981 في لندن في المملكة المتحدة.

## وصلات خارجية
- لورين جولد على موقع IMDb (الإنجليزية)
- لورين جولد على موقع دليل عارضات الأزياء (الإنجليزية)